# Auditivo (banda)
Auditivo (antes Auditivo 32) es una banda originaria de Matamoros, Tamaulipas, México. Esta banda está conformada por 5 integrantes.
Auditivo es considerada una banda de Pop Rock buscando un sonido original basado en influencias Británicas.
Algunas de sus influencias son Mew, Coldplay, The Smashing Pumpkins, The Killers, Oasis, Muse, y The Mars Volta.
Auditivo ha grabado 2 álbumes. El primero llevó por título Un día en la vida del cual se desprendieron 3 sencillos Borracha, Morena y No me digas que no. El segundo material discográfico lleva por nombre Noches de otoño del cual se desprende el primer sencillo Sincera.

## Miembros
Job Cammarti - Vocales

Víctor Cavazos - Batería

Dante Masso - Guitarra

Jorge Ferretis - Teclado

Erick Ptacnik - Bajo

## Discografía
- Auditivo 32 (2004)
- Noches De Otoño (2008)
- Once (2011)

## Sencillos
- Sincera (2009)
- Elefantes (2009)
- Nada será igual (2011)